# Llombardisme
Un llombardisme és una paraula o una construcció de la llengua llombarda utilitzada en una altra llengua. La llengua amb més llombardismes és l'italià, probablement a causa de l'estret contacte entre les dues llengües.

## Per llengua

### Italià
Durant l'edat medieval, diversos termes, sobretot típics de la sitauació del Nord d'Itàlia, van ser manllevats del llombard vulgar al toscà vulgar, com ara "bufera", "slavina", "songino", "brugo", "rugiada", "cascina", "fesa" i "ciabatta". Fins i tot el terme "ciao", tot i que és considerat un terme que prové del vènet, va arribar a l'italià a través del dialecte milanès.
Els llombardismes tenen especial rellevància en la història de la llengua italiana perquè en la primera edició de Fermo e Lucia d'Alessandro Manzoni n'hi havia un gran nombre. En aquest llibre, amb el simbòlic "rentat de roba a l'Arno", l'autor va definir l'estructura de la llengua italiana moderna.
L'italià regional llombard és ric en llombardismes, ja siguin en la gramàtica -per exemple, la forma contínua fa "essere dietro a" (llombard: "vesser dree a", mentre que en italià estàndard és "star" + gerundi) o en l'ús de les perífrasis verbals-, ja sigui en el lèxic.

### Francès
Del llombard medieval, el francès ha adquirit alguns termes com ara "artichaut" (en català, carxofa), del llombard "articioch".